# Triazamat
Triazamat ist eine chemische Verbindung aus der Gruppe der Carbamate und Triazole. Triazamat wird als Insektizid (Handelsname Aztec) verwendet und wirkt durch Hemmung der Acetylcholinesterase. Es wurde Mitte der 90er Jahre von der Firma Rohm and Haas (heute Dow AgroSciences) eingeführt.

## Gewinnung und Darstellung
Triazamat kann durch eine mehrstufige Reaktion gewonnen werden. Zuerst reagieren Trimethylacetylchlorid (Pivalinsäurechlorid) und Thiosemicarbazid.
Das Produkt reagiert weiter mit Natriumhydroxid
und Chloressigsäureethylester.
Das Zwischenprodukt reagiert mit Dimethylcarbamoylchlorid, das gemäß
aus Phosgen und Dimethylamin zugänglich ist, zum Endprodukt.

## Verwendung
Triazamat wurde überwiegend gegen Blattläuse im Kernobst-, Zierpflanzen- und Zückerrübenbau eingesetzt.

## Zulassung
Der Wirkstoff Triazamat ist in der Europäischen Union nicht für die Verwendung in Pflanzenschutzmitteln zugelassen.
In Deutschland, Österreich und der Schweiz sind keine Pflanzenschutzmittel mit diesem Wirkstoff zugelassen.